# Osteopilus wilderi
The Green Bromeliad Frog (Osteopilus wilderi) là một loài ếch thuộc họ Nhái bén.
Đây là loài đặc hữu của Jamaica.
Môi trường sống tự nhiên của chúng là rừng ẩm vùng đất thấp nhiệt đới hoặc cận nhiệt đới và rừng trước đây suy thoái nghiêm trọng. 
Chúng hiện đang bị đe dọa vì mất môi trường sống.